# Exakt (Magazin)
exakt (Eigenschreibweise: exakt – Einrichten, Ausbauen, Modernisieren) ist eine deutsche Fachzeitschrift, die im DRW-Verlag Weinbrenner in Leinfelden-Echterdingen erscheint und im gesamten deutschsprachigen Raum vertrieben wird. Sie hat derzeit eine Auflage von rund 13.000 Exemplaren (IVW geprüft).

## Zielgruppe
Die Exakt wendet sich an Tischler/Schreiner, Innenausbau- und Montagebetriebe und alle im Bereich Einrichten und Ausbauen engagierten Handwerker, Hersteller und Monteure von Bauelementen für Wohnräume, Büros, Ladeneinrichtungen und für den Ausbau im gesamten deutschsprachigen Raum.
Sie berichtet über neue Fertigungstechniken, Design und gewerkübergreifenden Einsatz neuer Produkte, Werkstoffe und Dienstleistungen. Daneben werden die Themen Betriebsführung und -organisation, Marketing im Handwerk sowie branchenspezifische IT/neue Medien aufgegriffen.
Die Exakt unterhält Infopartnerschaften mit Zulieferern und Dienstleistern des Handwerks und Mediapartnerschaften mit dem Bundesverband Innenausbau, dem Lobby-Netzwerk Deutscher Ladenbau Verband (dlv) und einem Franchise-Partner.

## Mobile Monteure
Die verschiedenen Facetten der Montagetätigkeit (Ausbildungsgänge, Tätigkeiten) fasst die Exakt in der Rubrik „Mobile Monteure“ zusammen. In jeder Ausgabe der Fachzeitschrift gibt es dazu mindestens einen Beitrag: Objektbericht, gesetzliche Änderungen, Unternehmensbericht, Produktinformation etc.

## DRW-Verlag Weinbrenner
Bereits 1917 übernahm Karl Weinbrenner den „Centralanzeiger“, das Informationsblatt für den Holzhandel, und legte damit den ersten Baustein für die heutige Unternehmensgruppe mit rund 120 Mitarbeitern. Der wohl bekannteste Titel für die Holz-Branche aus diesem Verlag ist das Holz-Zentralblatt.

## Verantwortliche Redakteure
- 2009–2014: Christian Gahle
- seit 2014: Stefan Bolz

## Weblink
- www.exakt-magazin.de